# Морской конёк-тряпичник
Морской конёк-тряпичник, или тряпичник (лат. Phycodurus eques) — вид морских лучепёрых рыб из семейства игловых, выделяемый в монотипический род Phycodurus, родственный роду морских коньков (Hippocampus).

## Описание
Длина тела до 35 см. Представители этого вида рыб примечательны тем, что всё их тело и голова покрыты отростками, имитирующими слоевища водорослей. Хотя эти отростки и похожи на плавники, в плавании они участия не принимают, служат для маскировки (как при охоте на креветок, так и для защиты от врагов). 

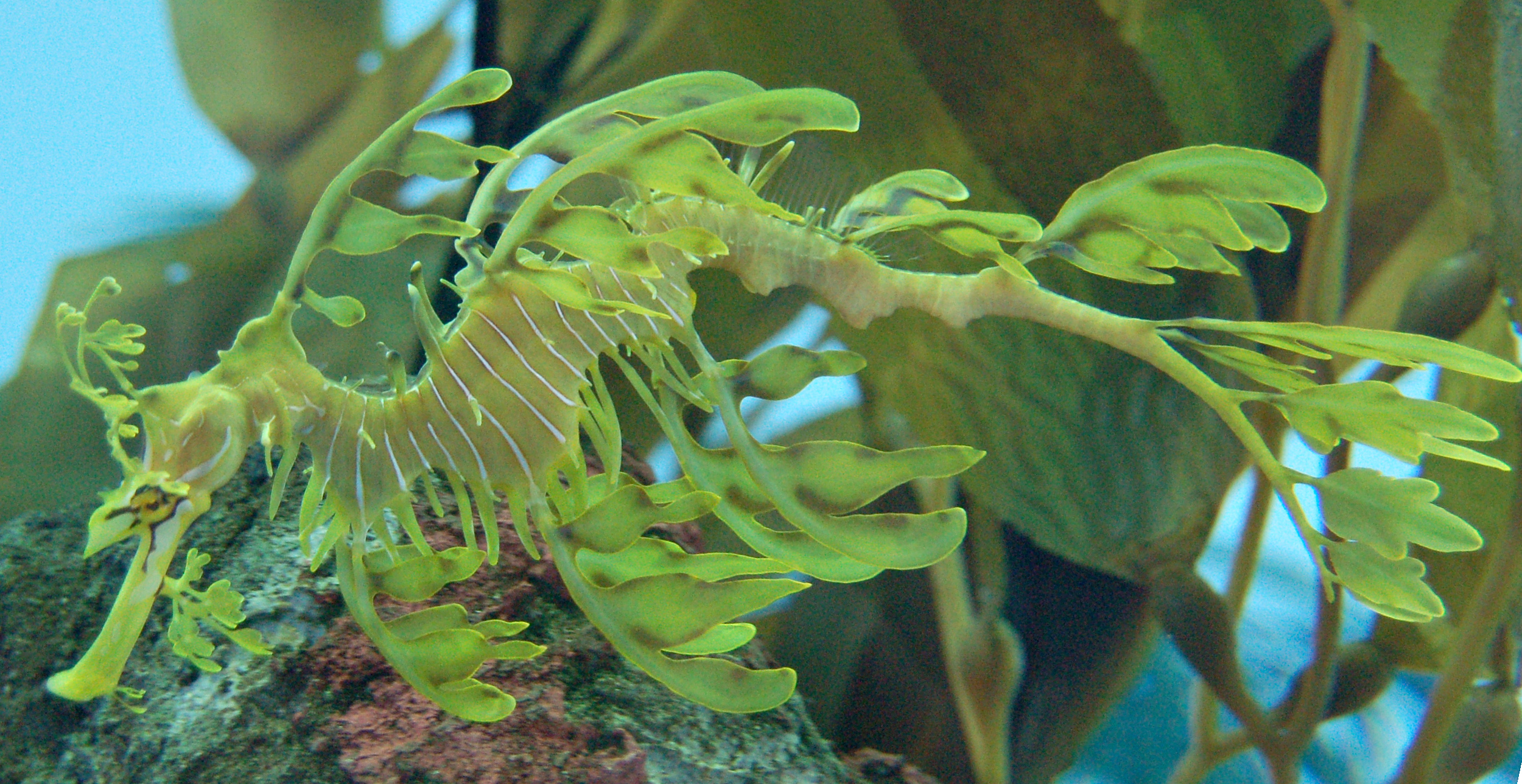

Тряпичник передвигается с помощью грудных и спинного плавников. Эти маленькие плавники почти полностью прозрачны, они колышутся очень часто (до 10 раз в секунду), обеспечивая мерное покачивание рыбы на волнах, создавая иллюзию плавающих водорослей. Тряпичник плавает медленно, максимальная его скорость — до 150 м/ч. Несмотря на малую подвижность, он научился хорошо защищаться от естественных врагов. Этому способствует зеленоватые листовидные выросты, которые позволяют ему оставаться незамеченным.

## Ареал и места обитания
Обитает в водах Индийского океана, омывающих южную и юго-западную Австралию, а также северную Тасманию. Обычно водятся на коралловых рифах, на мелководье на глубине от 4 до 30 м (обычно до 20 м), в водах умеренной температуры .

## Образ жизни
Питается планктоном, мизидами, водорослями. Не имея зубов, тряпичник глотает пищу целиком (до 3000 мизид в день).
В отличие от морских коньков, у самцов тряпичников нет выводковой сумки. Как и их близкие родственники, самки тряпичников откладывают до 120 рубиново-красных икринок, которые затем оплодотворяются и прикрепляются в специальном месте под хвостом у самца. Во время беременности пары каждое утро приближаются друг к другу и устраивают нечто вроде танца любви с изменением цвета кожи в сторону более ярких оттенков. Проходит 4—8 недель, и происходят роды маленьких тряпичников (точные копии взрослых). Молодняк после появления на свет полностью предоставлен самому себе. Лишь 5 процентов новорожденных станут взрослыми 2-летними особями, которые остаются в тех местах, где родились.

## Охрана
Тряпичники находятся под угрозой уничтожения из-за промышленных выбросов, а также становясь экземплярами коллекций очарованных их внешним видом водолазов-любителей. В связи с этой опасностью вид взят под защиту австралийским правительством.

## Интересные факты
- В отличие от морских коньков, которые цепляются хвостом за водоросли во время морских волнений, тряпичники этого делать не умеют, поэтому часто гибнут во время штормов из-за того, что их выбрасывает на берег.
- Монетный двор австралийского города Перт выпустил вторую монету новой серии серебряных монет «Австралийская морская жизнь — рифы». На ней изображён тряпичник. Монеты достоинством 50 австралийских центов отчеканены из серебра 999 пробы, вес каждой 15,573 г, диаметр — 36,6 мм, тираж — не более 10 000 штук. Изображение тряпичника украшает реверс монеты, на аверсе — портрет Её величества королевы Елизаветы II. Стоимость одной монеты составляет чуть более 1300 рублей РФ.
- Тряпичник — официальная эмблема штата Южная Австралия.